# Всеволод Фредерикс
Всеволод Константинович Фредерикс е руски физик и геофизик, доктор по физико-математическите науки, професор. Той е един от талантливите теоретици и експериментатори, допринесъл много за развитието на физиката на течните кристали и твърдите тела. Открива прехода на Фредерикс, критичното поле на Фредерикс и други ефекти. Един от първите в Русия, който работи върху развитието и разпространението на общата теория на относителността в страната.

## Биография
Всеволод Фредерикс е роден на 29 април 1885 г. във Варшава в дворянското семейството на висш чиновник. Баща му Константин Платонович барон фон Фредерикс е действителен държавен съветник, бъдещ губернатор на Нижни Новгород. Майка му е Олга Владимировна баронеса фон Менгден.
Скоро след раждането му семейството се мести в Тоболск, където Всеволод завършва първи клас на гимназията. В началото на 1890-те заминават да живеят в Нижни Новгород и момчето продължава образованието си в Александровския дворянски институт. Това е затворено мъжко средно общообразователно училище за подготовка на момчета от благороднически семейства за прием в руските университети.
След завършването му семейството решава обучението му да продължи в Женевския университет в Швейцария. Преди това, в продължение на един семестър учи в Париж, където посещава лекциите на френския физик Пол Ланжевен и посещава Германия. Всеволод завършва Женевския университет през 1907 г. Известно време се занимава с изучаването на вътрешното триене на различни твърди тела под ръководството на швейцарския физик-експериментатор Шарл Гюи. Две години по-късно защитава дисертация в Женевския университет и получава докторска степен по физика. Дипломната му работа е свързана с измерването на вискозитета на металите при ниски температури.
След това Фредерикс решава да продължи обучението си в Гьотингенския университет и остава в Гьотинген повече от осем години. От 1911 г. е асистент в катедрата по теоретична физика във Физическия институт на университета. Когато през 1914 г. започва Първата световна война, Фредерикс не успява да напусне Германия и попада в ситуацията на „граждански пленник“.Там се запознава с немския математик Давид Хилберт, който му помага, като го назначава за свой личен асистент. При него се запознава и изучава теорията на относителността на Айнщайн.
През лятото на 1918 г. се завръща в Русия и започва работа в Института по физика и биофизика в Москва. Шест месеца по-късно се премества в Петербург, където става асистент във Физико-математическия факултет на Санктпетербургския държавен университет. В същото време работи като старши изследовател в Държавния оптичен институт, преподава в Политехническия и педагогически институти. Фредерикс, който поддържа тесни връзки с Хилберт, играе голяма роля в разпространението на теорията на относителността в Русия, едновременно с Яков Френкел, Александър Фридман, О. Д. Хволсон и Сергей Вавилов. Фредерикс и Фридман са първите учени в Петербург, които разпространяват общата теория на относителността сред научната общност.
Всеволод Фредерикс е женен за Мария Дмитриевна Шостакович, сестра на композитора Дмитрий Шостакович. Двамата имат един син – Дмитрий Всеволодович (1928 – 2006), преподавател във Физико-технологичния институт „Йофе“ към Руската академия на науките, носител на Корчаковска премия. Поради връзката си с Дмитрий Шостакович, Всеволод влиза в кръга на известни артисти, художници, музиканти и участва активно в културния живот на Ленинград.
През септември 1936 г. Фредерикс е арестуван и несправедливо обвинен. Подложен на тежък психологически и физически натиск, „признава“, че е виновен за подготовката на терористични действия срещу съветския режим и лично срещу Сталин. Осъден е на 10 години по делото Пулково и е изпратен в изгнание в Коми. Макар и заточен, ученият продължава да работи по специалността си. През последните години в лагерите той се занимава с техническа работа на петролните находища в района на Ухта. През 1943 г., според една версия, той е освободен предсрочно. Според друга е конвоиран до друга работа по специалността си. По пътя Фредерикс се разболява от тежка форма на пневмония. Умира в болницата на град Горки, на 6 януари 1944 г. Погребан е в градското гробище. През 1956 г. е реабилитиран посмъртно.

## Научна дейност
Фредерикс има трудове по електродинамика, квантова механика, история на физиката. Занимава се със специални теоретични изследвания в областта на общата теория на относителността и общите геометрични теории на полето. Той публикува шест работи, посветени на различни аспекти на тези теории. Не успява да постигне резултати, сравними с постиженията на Фридман, Владимир Фок и Матвей Бронщайн, но работите му се печатат в престижни научни списания.
От 1923 г. той ръководи лаборатория във Физико-техническия институт и започва да изучава поведението на течните кристали в магнитно и електическо поле. През 1931 г. ръководи лабораторията за кристализация, през 1932 г. – лабораторията за течни кристали в института. През 1927 г. Фредерикс и А. Репьова откриват важни физични ефекти в течните кристали. Измислят експеримент, който ясно показва, че в ограничената геометрия между две стъклени плочи, течните кристали се преориентират успоредно на външното магнитно поле. Те са първите, които наблюдават преход в течните кристали под действието на достатъчно силно магнитно или електрическо поле. Представят работата си на Шестия конгрес на руските физици, озаглавена „За теорията на анизотропните течности и някои нови наблюдения върху тях“. Ефектът е наречен преход на Фредерикс и в днешно време се използва широко в дисплеите с течни кристали. Общата теория за прехода на Фредерикс в течните кристали е създадена от Пиер-Жил дьо Жен, носител на Нобелова награда за физика за 1991 г.
Ученият ръководи редица експедиции, включително експедиция, която открива находища на меден пирит в Урал (1926 – 1927). Публикува няколко рецензии и книги за общата теория на относителността.
През 1931 г. Фредерикс продължава проучванията си за поведението на течните кристали в електрически полета и вероятно е първият, открил появата на периодичните хидродинамични области. По-късно те са наречени области на Уилямс или на Капустин-Уилямс, по имената на двамата учени, които ги наблюдават в началото на 1960-те. Фредерикс за първи път наблюдава и макроскопичен турбулентен поток в електрическо поле и в началото на 1930-те години публикува наблюденията и изводите си съвместно с В. Золина и В. Цветков. През 1968 г. американският физик Джордж Хайлмайер нарича този ефект „динамичен ефект на разсейване“.